# Jorge Kaplán
Jorge Sergio Kaplán Meyer (Santiago de Chile, 27 de febrero de 1926-Viña del Mar, 14 de abril de 2009) fue un médico cirujano y político chileno de origen judío.
Fue pionero en trasplantes cardíacos en su país y Latinoamérica, efectuados en el Hospital Naval Almirante Nef de Valparaíso. Entre 2000 y 2004 fue alcalde de Viña del Mar.

## Vida
Fue hijo de Adolfo Kaplán Katz y de Ivonne Meyer, siendo el mayor de tres hermanos. Estudió en el Colegio de la Alianza Francesa Lycée Antoine de Saint-Exupéry de Santiago. Estuvo casado con Milka Depolo Puig con quien tuvo cinco hijos.

### Carrera médica

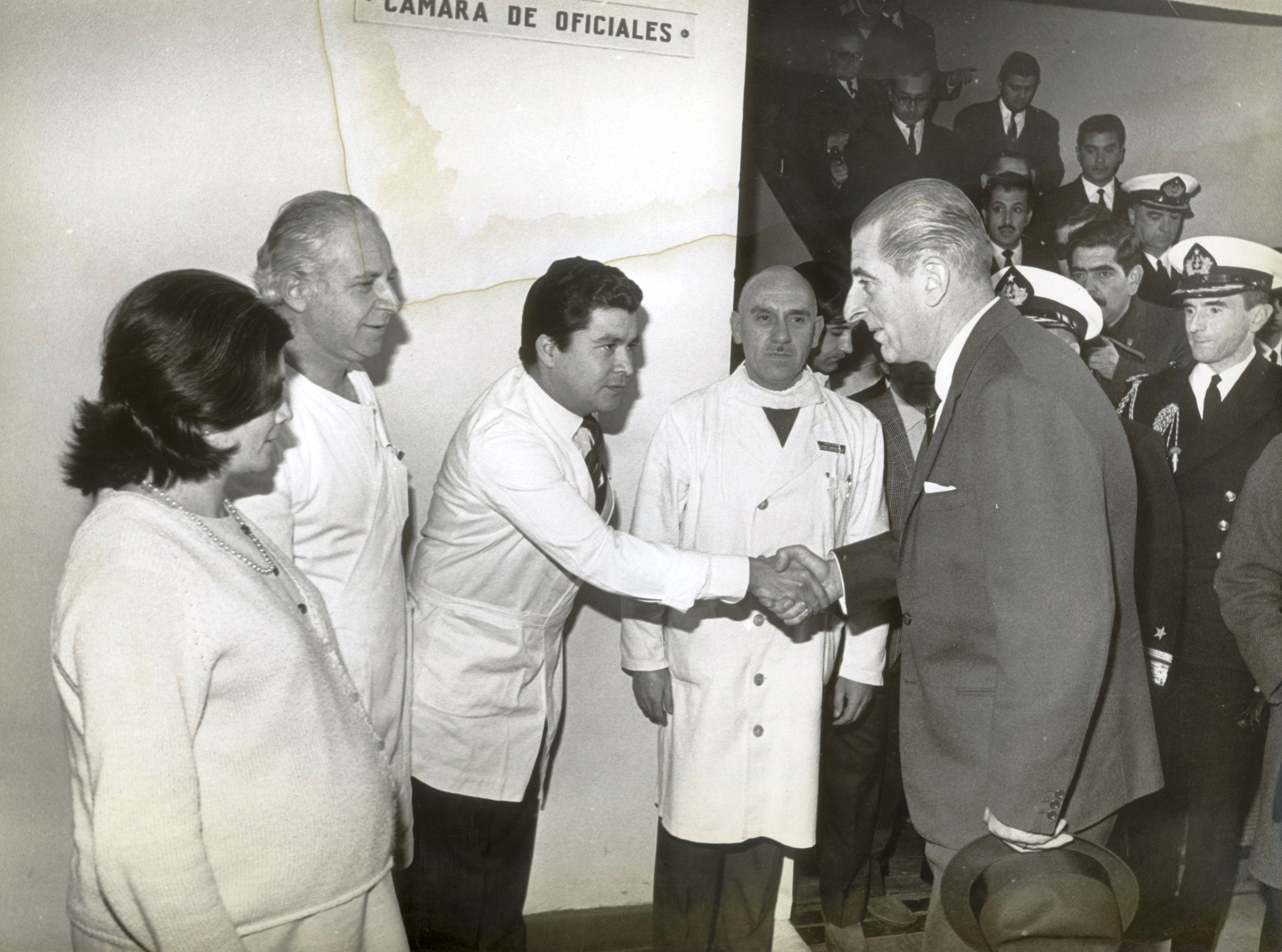
Jorge Kaplán (izquierda) junto a su esposa y ayudantes saludan al presidente Eduardo Frei Montalva, luego de realizar la primera cirugía de trasplante de corazón (1968).

Kaplán estudió medicina en la Universidad de Chile, titulándose en 1951. Gran parte de su trabajo profesional lo efectuó en la Región de Valparaíso, ejerciendo como médico cirujano en el Hospital Carlos Van Buren de Valparaíso; en el servicio de cirugía del Sanatorio de Valparaíso, en el Hospital Dr. Gustavo Fricke de Viña del Mar, en el Hospital Naval Almirante Nef de Valparaíso y en la Clínica Reñaca. Asimismo, fue presidente de la Corporación Nacional del Trasplante del Ministerio de Salud, y fue académico de la Escuela de Medicina de la Sede Valparaíso de la Universidad de Chile.
Durante la década de 1960 destaca su trabajo en el desarrollo de la cirugía cardíaca convencional, esfuerzo que se ve materializado un 28 de junio de 1968, fecha en que Kaplán encabezó el equipo médico que realizó el primer trasplante de corazón en la historia de Chile en el Hospital Naval Almirante Nef de Valparaíso a la paciente María Elena Peñaloza de 24 años de edad, oriunda de Panquehue, quien recibió el corazón del joven de 21 años Gabriel Véliz, muerto debido a un tumor cerebral, marcando un hito en la historia médica a nivel latinoamericana.
En 1992, en consideración a su trayectoria y a su aporte al desarrollo de la medicina en el país, la Universidad de Valparaíso le otorgó la distinción de profesor honorario de la Facultad de Medicina.

### Carrera política
Incursionó en política en 1996, asumiendo como concejal de la Municipalidad de Viña del Mar. Para las elecciones municipales del año 2000 fue elegido alcalde de la misma ciudad, cargo que desempeñó hasta 2004, siendo sucedido por Virginia Reginato. Algunas de las obras que destacan de su administración son la construcción del anfiteatro de la Quinta Vergara, que alberga año a año al Festival Internacional de la Canción de Viña del Mar, los avances de la IV Etapa del Metro de Valparaíso y la construcción del par vial Viana/Álvarez, entre otras.

## Historial electoral

### Elecciones municipales de 1996
- Elecciones municipales de 1996, Viña del Mar[4]

| Candidato                  | Pacto                                         | Partido | Votos  | %     | Resultado |
| -------------------------- | --------------------------------------------- | ------- | ------ | ----- | --------- |
| Rodrigo González Torres    | Concertación por la Democracia                | PPD     | 25.609 | 19,40 | Alcalde   |
| Luis Parot                 | Unión Por Chile                               | UDI     | 23.779 | 18,01 | Concejal  |
| Jorge Santibáñez Ceardi    | Unión Por Chile                               | RN      | 19,324 | 14,64 | Concejal  |
| Jorge Kaplán Meyer         | Concertación por la Democracia                | PRSD    | 9.956  | 7,54  | Concejal  |
| Juan Soto Vergara          | La Izquierda                                  | PC      | 9.860  | 7,47  | Concejal  |
| Juan Arriagada Arens       | Concertación por la Democracia                | PDC     | 8.522  | 6,46  | Concejal  |
| Tomás de Rementería Durand | Concertación por la Democracia                | PS      | 5.819  | 4,41  | Concejal  |
| Lázaro Parraguez Valencia  | Independientes Progresistas por Centro Centro | ILB     | 4.250  | 3,23  |           |
| Virginia Reginato Bozzo    | Unión Por Chile                               | UDI     | 3.265  | 2,47  | Concejal  |
| Juan Luis Trejo Canessa    | Concertación por la Democracia                | PRSD    | 3.084  | 2,34  | Concejal  |
| Ivonne Betbeder Aguilar    | Unión Por Chile                               | RN      | 2.806  | 2,13  | Concejal  |

### Elecciones municipales de 2000
- Elecciones municipales de 2000, Viña del Mar[5]

| Candidato                 | Pacto                          | Partido | Votos  | %     | Resultado |
| ------------------------- | ------------------------------ | ------- | ------ | ----- | --------- |
| Jorge Kaplán Meyer        | Concertación por la Democracia | PRSD    | 62.936 | 45,61 | Alcalde   |
| Luis Parot                | Alianza por Chile              | UDI     | 54.358 | 39,39 | Concejal  |
| Juan Soto Vergara         | La Izquierda                   | ILB     | 3.504  | 2,54  |           |
| Rodrigo González Torres   | Concertación por la Democracia | PPD     | 2.728  | 1,98  | Concejal  |
| Andrés Celis Montt        | Alianza por Chile              | RN      | 2,631  | 1,91  | Concejal  |
| Juan Arriagada Arens      | Concertación por la Democracia | PDC     | 1,942  | 1,41  | Concejal  |
| Victor Andaur Golmes      | La Izquierda                   | PC      | 1.555  | 1,13  |           |
| Virginia Reginato Bozzo   | Alianza por Chile              | UDI     | 1.423  | 1,03  | Concejal  |
| Felicindo Tapia Tassara   | Concertación por la Democracia | PPD     | 1.114  | 0,81  | Concejal  |
| Laura Giannici Natoli     | Concertación por la Democracia | PDC     | 1,056  | 0,77  | Concejal  |
| Roberto Muñoz Latorre     | Concertación por la Democracia | PS      | 843    | 0,61  | Concejal  |
| Carlos Gómez González     | Alianza por Chile              | RN      | 727    | 0,53  | Concejal  |
| Michel Vargas Cisternas   | Humanistas y Ecologistas       | PH      | 690    | 0,50  |           |
| Fernando Palma Cortéz     | Centro Centro                  | ILD     | 646    | 0.47  |           |
| Mario Mandiola Villalobos | Concertación por la Democracia | PS      | 405    | 0,29  | Concejal  |
| Lisette Samit Salinas     | La Izquierda                   | ILB     | 369    | 0,27  |           |
| Hugo Espinoza Chacón      | Alianza por Chile              | RN      | 349    | 0,25  | Concejal  |

### Elecciones municipales de 2004
- Elecciones municipales de 2004, Viña del Mar[6]

| Candidato               | Pacto                          | Partido | Votos  | %     | Resultado |
| ----------------------- | ------------------------------ | ------- | ------ | ----- | --------- |
| Virginia Reginato Bozzo | Alianza por Chile              | UDI     | 61.686 | 47,88 | Alcaldesa |
| Jorge Kaplán Meyer      | Concertación por la Democracia | PRSD    | 58.739 | 45,60 |           |
| Felipe Zavala Jara      | Juntos Podemos Más             | PC      | 8.399  | 6,52  |           |